# 活性メチレン化合物
活性メチレン化合物（かっせいメチレンかごうぶつ、active methylene compounds または active hydrogen compounds）とは、有機化合物の中で、2個の電子求引基にはさまれたメチレン基 (−CH2−) を持つ一連の化合物群を指す用語。そのメチレン基が C−H 化合物の中では比較的高い酸性を示すことから、簡便にカルバニオンを発生させられる基質として、多くの炭素-炭素結合生成反応への応用がなされる化合物群である。
電子求引基としては、カルボニル基 (R−C(=O)−)、エステル基 (RO−C(=O)−)、シアノ基 (N≡C−)、ニトロ基 (O2N−)、スルホニル基 (R−S(=O)2−)、スルフィニル基 (R−S(=O)−)、ホスホノ基 ((RO)2P(=O)−) などが例として挙げられる。

## 反応
- アセト酢酸エステル合成

アセト酢酸エチルなどのアセト酢酸エステルからカルバニオンを発生させ、有機ハロゲン化合物などと反応後に脱炭酸させ、アセトン誘導体を得る手法。
- マロン酸エステル合成

マロン酸ジエチルなどのマロン酸エステルを用いて、同様に置換酢酸エステルを得る手法。
- クネーフェナーゲル縮合

活性メチレン化合物から発生したカルバニオンがアルデヒドに付加してアルコールとなった後に、脱水して共役アルケンが生成する反応。
- マイケル付加

活性メチレン化合物から発生したカルバニオンは HSAB則で軟らかい求核種としての性質を持つ。α,β-不飽和ケトンに対し、1,4-付加を起こす。
- 芳香族ハロゲン化物とのカップリング反応

遷移金属触媒によりカルバニオンと芳香族ハロゲン化物とをクロスカップリングさせる手法が知られる。銅触媒を用いる手法はハートレー反応 (Hurtley reaction) と呼ばれる。ほかパラジウム触媒を用いる反応が報告されている。

## 化合物例
- アセト酢酸エチル
- マロン酸ジエチル
- マロノニトリル
- シアノ酢酸エチル
- メルドラム酸